# Drowning Pool (álbum de 2010)
Drowning Pool es el cuarto álbum de la banda homónima lanzado el 27 de abril de 2010, además es el primer álbum en que la banda no cambia de vocalista después de su lanzamiento anterior Full Circle ya que Ryan McCombs continuaba siendo el cantante del grupo. Sin embargo, un año después, McCombs abandonó Drowning Pool para reunirse nuevamente con su antigua banda, SOiL.
La canción "Feel Like I Do" ha sido lanzada como un sencillo digital. Refleja un período difícil en la vida de McCombs, durante el cual pasó por un divorcio, se mudó de su casa y perdió a su padre. Además de aparecer en el videojuego Saints Row: The Third, en la emisora ficticia The Blood 106.66.
El segundo sencillo "Turn So Cold" se estrenó el 13 de abril de 2010.
El álbum vendió 12.000 copias en su primera semana, ganándose el puesto # 35 en el Billboard Top 200.

## Lista de canciones
1. "Let the Sin Begin" - 3:35
2. "Feel Like I Do" - 3:31
3. "Turn So Cold" - 3:36
4. "Regret" - 3:16
5. "Over My Head" - 3:26
6. "All About Me" - 3:40
7. "More Than Worthless" - 3:55
8. "Children of the Gun" - 3:29
9. "Alcohol Blind" - 4:09
10. "Horns Up" - 3:44
11. "King Zero" - 2:59

## Personal
- Ryan McCombs - voz
- C. J. Pierce - guitarra
- Mike Luce - batería
- Stevie Benton - Bajo